# Tyršův most
Tyršův most – most drogowy nad rzeką Łabą zlokalizowany w centrum Děčína, łączący Stare Miasto z dzielnicą Podmokly.

## Historia
Most powstał w 1932, zastępując most wiszący cesarzowej Elżbiety, który powstał w 1855, łącząc miasto z Podmoklymi (były to wówczas dwa odrębne organizmy miejskie), gdzie znajdowała się stacja na linii kolejowej z Pragi do Drezna (obecnie dworzec Děčín hlavní nádraží). Powodem wymiany konstrukcji był wzrost ruchu samochodowego, dla którego pierwotny most nie miał wystarczającej przepustowości i wytrzymałości technicznej drewnianej jezdni. Dla zaoszczędzenia środków konstrukcję łańcuchową zastąpiono stalową, umieszczoną na oryginalnych filarach pierwotnego mostu (nowa przeprawa była budowana obok i 9 grudnia 1933 nasunięta). Realizatorem budowy była spółka akcyjna Škodovy závody.

## Architektura
Most ma trzy przęsła – środkowe zbudowane jest w formie łuku z jazdą dołem. Ma ono wysokość 17,5 metrów i rozpiętość 118,1 metra. Przęsła bliższe brzegom mają konstrukcję belkową i jednolitą długość: 30,5 metra. Szerokość jezdni wynosi 9,2 metra. Nitowana konstrukcja waży 1200 ton. Wykorzystano 715 ton stali i 70 tysięcy nitów. Całkowita masa mostu po zbudowaniu wynosiła 2400 ton (potem był przebudowywany).

## Galeria

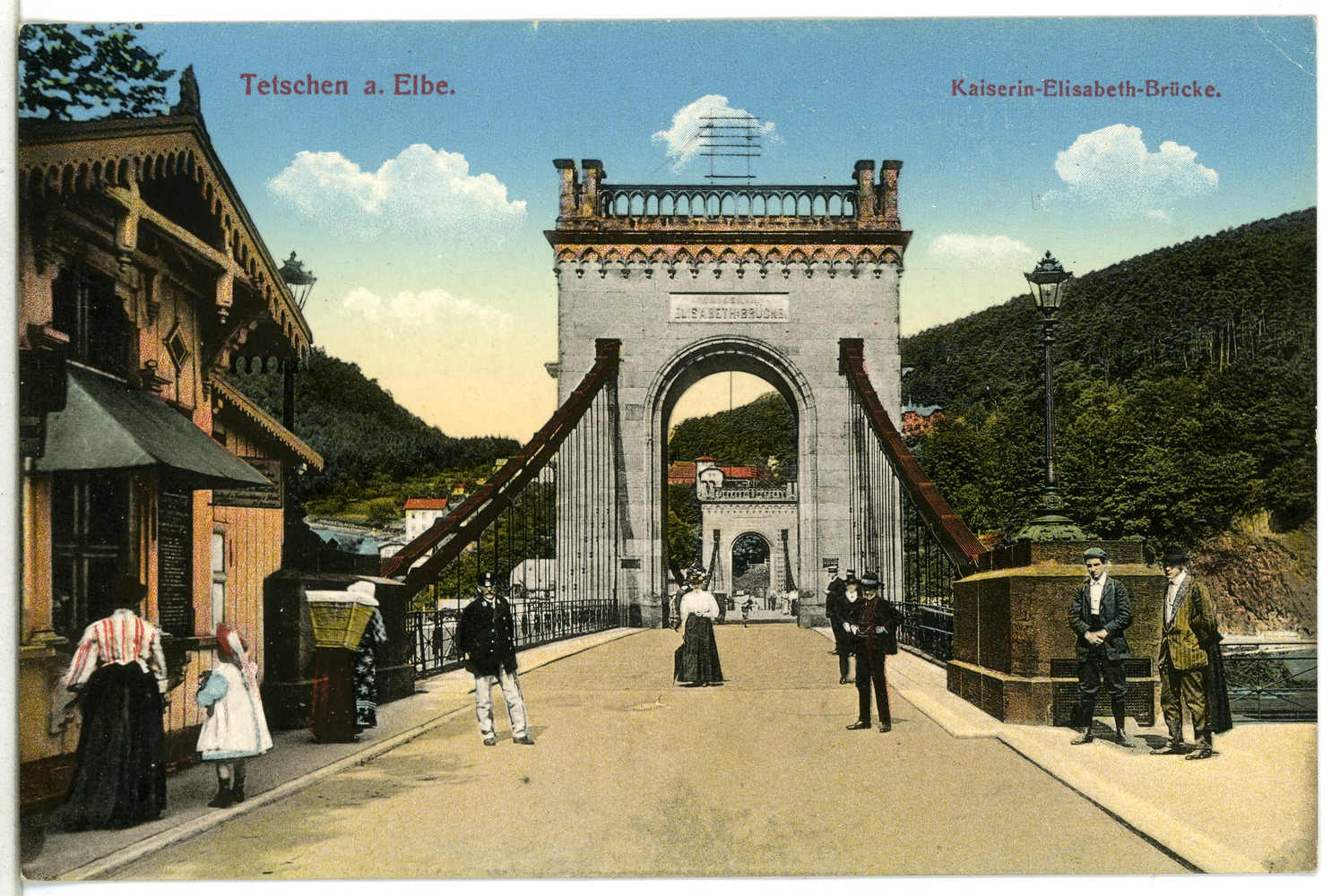
Poprzedni most cesarzowej Elżbiety
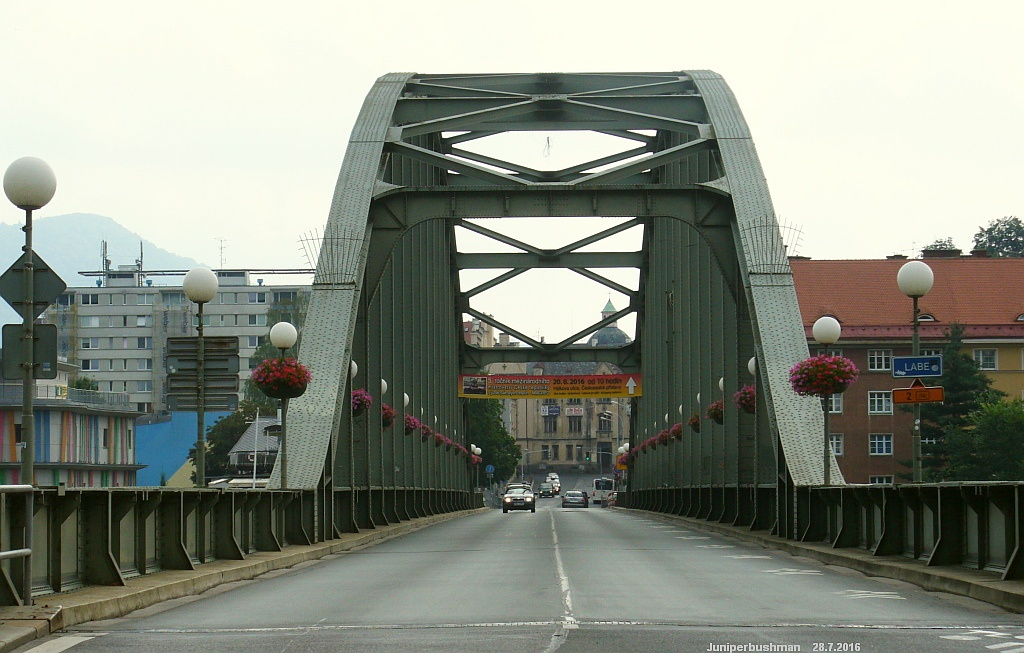
Widok w stronę Starego Miasta
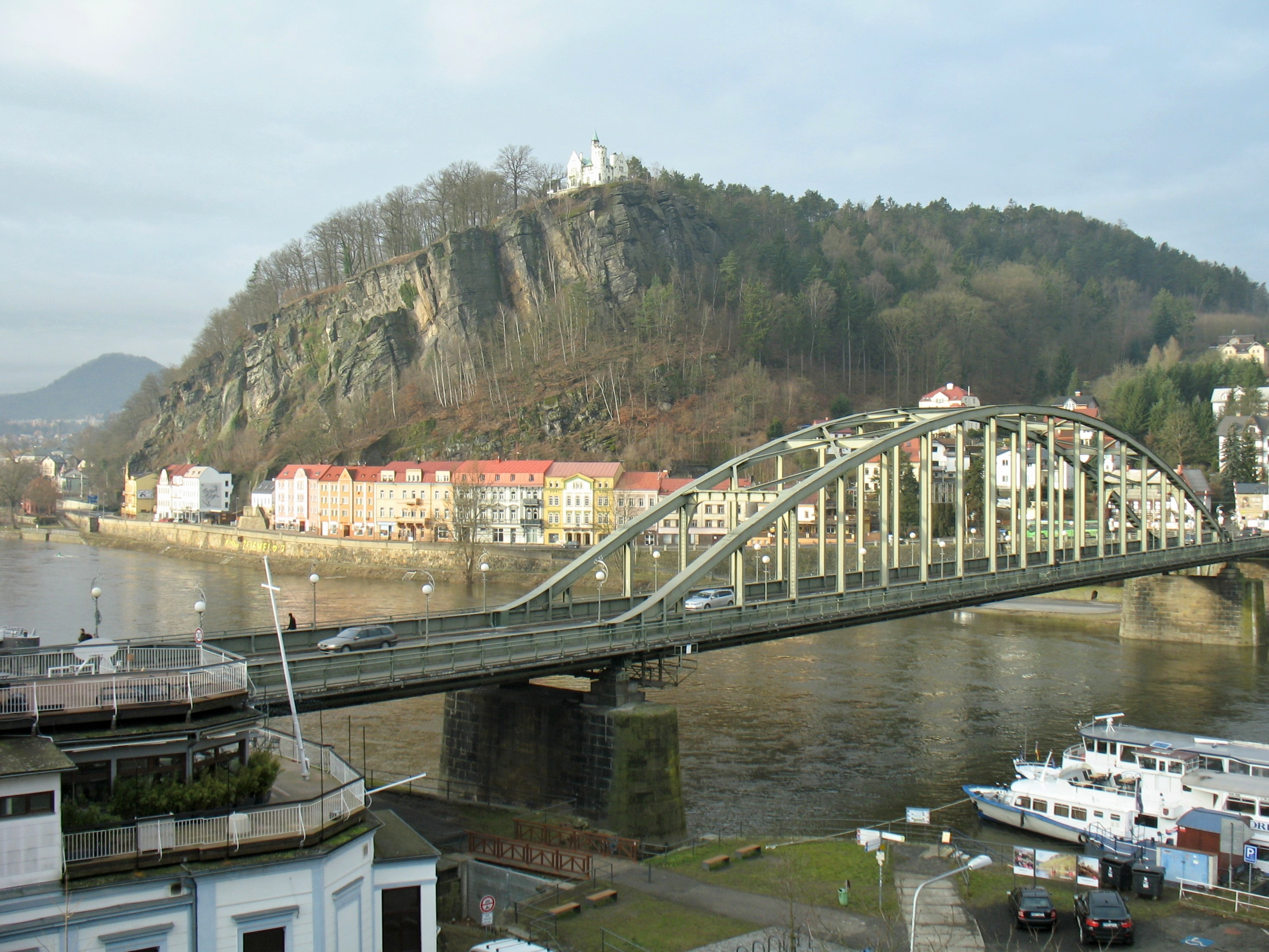
Widok na Pastýřską Stěnę